# Britney Spears Live: The Femme Fatale Tour
Britney Spears Live: The Femme Fatale Tour ist eine Live-DVD der Femme-Fatale-Tour der Sängerin Britney Spears aus dem Jahr 2011. Die DVD wurde am 13. und 14. August während der Konzerte im Air Canada Centre in Toronto aufgenommen. Das Konzert wurde in 2D und 3D aufgenommen und wurde von dem amerikanischen Fernsehsender EPIX am 12. November 2011 in den USA ausgestrahlt. Die BBC strahlt das Konzert in Großbritannien und Nordirland aus.
Die Show handelt von einer fiktiven Geschichte, in der Spears eine Geheimagentin spielt und bietet Gastauftritte der Rapperin Nicki Minaj oder von Sabi, einer Newcomerin aus den USA.
Die DVD erhielt gemischte Bewertungen von Kritikern. Einige lobten die spezielle und die eindrucksvolle Bühne, während andere Spears’ Tanz und Playback kritisierten.
Bisher erreichte die DVD in mehr als zehn Ländern die Top Ten der Charts, in Italien Platz eins.

## Hintergrund
Am 12. August, nur zwei Tage vor dem ersten Konzert in Toronto, schrieb Spears auf ihrem Twitter-Account, dass die Shows in Toronto von dem TV-Sender EPIX aufgenommen und später als Live-DVD veröffentlicht werden. Nur wenige Minuten nach dieser Nachricht brach die Homepage von Epix unter dem Ansturm der Besucher zusammen und Britney Spears wurde ein Trending Topic bei Twitter.
Der Vorsitzende und CEO von Epix Mark Greenberg sagte in einem Interview: „EPIX wurde ausgewählt die Fans näher an ihren Star zu bringen und wir freuen uns, diesen wahrhaft legendären amerikanischen Star zu ihrem großen und leidenschaftlichen Fangemeinde zu verbinden.“
Es ist Spears’ erste Tour, welche im amerikanischen Fernsehen ausgestrahlt wurde, seit der Onyx Hotel Tour von 2004.
Die Femme-Fatale-Tour ist eine der ersten Tourneen überhaupt, die in 3D ausgestrahlt wurde.

## Inhalt
Die Show, die in fünf Segmente unterteilt ist, schildert eine Geschichte, in der Spears eine Geheimagentin ist und von einem Stalker verfolgt wird, der von Rudolf Martin gespielt wird. Der erste Abschnitt beginnt mit „Hold It Against Me“ und zeigt ihre Flucht aus dem Gefängnis zusammen mit anderen weiblichen Häftlingen. Das zweite Segment zeigt Tanznummern wie „Big Fat Bass“ (Feature mit will.i.am) oder „Lace and Leather“. Der dritte Abschnitt bietet eine ägyptisch inspirierte Show mit Feuerwerk und Akrobatik, während der Aufführung von „(Drop Dead) Beautiful“ hat die Sängerin Sabi einen Gastauftritt. Das vierte Segment, welches in London spielt, enthält unter anderem die Songs I’m a Slave 4 U und S&M. Die Zugabe beginnt mit einem Video Einspieler in dem Spears den Stalker knebelt und fährt mit einer japanisch inspirierten Aufführung von Toxic  fort. Die Show endet mit Till the World Ends und einem weiteren Gastauftritt von Nicki Minaj, die ihren Vers aus dem Remix des Songs singt.

## Kritiken
Jocelyn Vena von MTV schreibt: „achtet auch auf die Gastauftritte von Sabi und Nicki Minaj, schön gestaltete Kostüme, eine aufwendige Bühne und eine Set-Liste, dass selbst die größten Kritiker vorbeikommen sie zu loben“.
Tanner Stransky von Entertainment Weekly gibt der DVD eine 2+ und sagt das: „Die Show ist ein Pop-Musik Erlebnis und ein Meisterwerk einer Tour.“

## Trackliste
| #   | Titel                                   | Länge |
| --- | --------------------------------------- | ----- |
| 1.  | „Femme Fatale“ (Video)                  | 2:10  |
| 2.  | Hold It Against Me                      | 4:35  |
| 3.  | Up N’ Down                              | 3:25  |
| 4.  | 3                                       | 4:02  |
| 5.  | Piece of Me                             | 1:45  |
| 6.  | „Sweet Seduction Video“                 | 2:35  |
| 7.  | Big Fat Bass (feat. will.i.am)          | 4:06  |
| 8.  | How I Roll                              | 3:36  |
| 9.  | Lace&Leather                            | 3:19  |
| 10. | If U Seek Amy                           | 3:56  |
| 11. | Temptress Video                         | 2:20  |
| 12. | Gimme More                              | 3:27  |
| 13. | (Drop Dead) Beautiful (feat. Sabi)      | 3:52  |
| 14. | Don’t Let Me Be the Last to Know        | 3:20  |
| 15. | Boys                                    | 4:05  |
| 16. | Code Name: Trouble Video                | 2:02  |
| 17. | … Baby One More Time                    | 1:36  |
| 18. | S&M                                     | 2:05  |
| 19. | Trouble for Me                          | 3:03  |
| 20. | I’m a Slave 4 U                         | 3:03  |
| 21. | I Wanna Go                              | 4:06  |
| 22. | Womanizer                               | 4:50  |
| 23. | Sexy Assassin (Video)                   | 1:42  |
| 24. | Toxic                                   | 4:53  |
| 25. | Till the World Ends (feat. Nicki Minaj) | 6:00  |
| 26. | Credits                                 | 2:10  |

## Charts und Chartplatzierungen
| ChartsChartplatzierungen       | Höchstplatzierung | Wochen |
| ------------------------------ | ----------------- | ------ |
| Schweiz (IFPI)                 | 7 (1 Wo.)         | 1      |
| Vereinigtes Königreich (OCC)   | 22 (10 Wo.)       | 10     |
| Vereinigte Staaten (Billboard) | 2 (1 Wo.)         | 1      |

Die DVD erreichte in 10 weiteren Ländern die Top Ten der DVD-Charts, in Mexiko und Italien sogar Platz 1.

## Auszeichnungen für Musikverkäufe
| Land/Region               | Auszeichnungen für Musikverkäufe (Land/Region, Auszeichnung, Verkäufe) | Verkäufe |
| ------------------------- | ---------------------------------------------------------------------- | -------- |
| Australien (ARIA)         | Gold                                                                   | 7.500    |
| Frankreich (SNEP)         | Gold                                                                   | 10.000   |
| Vereinigte Staaten (RIAA) | Platin                                                                 | 100.000  |
| Insgesamt                 | 2× Gold · 1× Platin ·                                                  | 117.500  |

Hauptartikel: Britney Spears/Auszeichnungen für Musikverkäufe

## Veröffentlichungsgeschichte
| Land                   | Datum             |
| ---------------------- | ----------------- |
| Vereinigte Staaten     | 21. November 2011 |
| Vereinigtes Königreich | 21. November 2011 |
| Australien             | 25. November 2011 |
| Deutschland            | 16. Dezember 2011 |